# ボクノート
「ボクノート」（Bokunote）は、スキマスイッチの7枚目のシングル。2006年3月1日に発売された。

## 解説
- 前作「雨待ち風」から約9か月ぶりのリリース。
- 初回生産限定盤・通常盤の2種同時発売。初回盤にはDVDが付属されている。また、ジャケットが通常盤とは異なる。
- スキマスイッチのシングル表題曲が、カタカナのみなのは、本作が初めてである。

## 収録曲
- 全作詞・作曲・編曲：スキマスイッチ

1. ボクノート
  - 全国東宝系映画『映画ドラえもん のび太の恐竜2006』主題歌
  - タイトルの由来は歌詞の中にある「僕の音」。また、ドラえもんのひみつ道具のような響きにしたかったとも語っている。
  - 曲・歌詞の叩き台は共に大橋が担当した[1]。歌詞に関しては、それぞれが作った叩き台を出し合ったものの、両方とも納得のいく出来でなかったため、大橋が新たな叩き台を作ることとなった[2]。
  - 後のインタビューで大橋は、当時はギターで曲を作ることが多かったが、手癖が出てしまうからとピアノに切り替えて作ったことを明かしている[1]。
  - 歌詞は、本曲の歌詞に行き詰ったことをそのまま書いた内容となっている[1]。このアイデアは常田のアドバイスによるもの[2]。
  - 歌詞の内容は「自分自身を励ます」ものでもあり、Mr.Childrenの桜井和寿からは「1回しか使えない手法だね」と言われたことを明かしている[1]。
  - 2006年の『全国高等学校野球選手権大会』期間中に放送される『熱闘甲子園』のコーナー内で使用された。
  - この曲で、『第57回NHK紅白歌合戦』に2度目の出場を果たした。
  - この曲からシンセサイザーを解禁した[3][4]。
  - 20周年記念のベストアルバム『POPMAN'S WORLD -Second-』には、「ボクノート ～for 20th Anniversary with Orchestra～」としてオーケストラを迎えたリアレンジバージョンが収録されている[5]。
  - テレビアニメ『ドラえもん』でも「ジャイアンの甘〜い声! キャンディーなめて歌手になろう」（2006年6月30日放送）で使用された。
2. 猫になれ
  - 上記のアニメの主人公（ドラえもん）が「ネコ型ロボット」であることから、「猫」つながりで作られた。
3. 若葉 <instrumental>
  - 大橋がピアノを、常田が声を担当している。歌詞カードの欄には「vocal」ではなく「voice」と書いてある。
4. ボクノート <backing track>

## 初回特典DVD収録内容
1. 「ボクノート」ビデオクリップ
  - 最後に一瞬だけ、ドラえもんが登場する。
2. 完全密着! スキマスイッチの「ゆく年とくる年」

## 7inchアナログ盤
- 2006年にリリースした7thシングル「ボクノート」のアナログ盤。
- 自身が立ち上げたアナログ専門レーベル「KU-KAN RECORDS」からの第七弾リリース作品[6]。
- 完全限定盤。
- 33回転仕様。
- 「虹のレシピ / 雫」「晴ときどき曇 / 石コロDays」との同時リリース。
- 2020年2月～9月にリリースされた全25タイトルの「特典引換券」を集めて送ることで7インチ収納BOXがプレゼントされる。

## ライブ映像作品
| 曲名       | 発売年 | 作品名                                                                                             |
| ---------- | ------ | -------------------------------------------------------------------------------------------------- |
| ボクノート | 2006年 | ap bank fes '06                                                                                    |
| ボクノート | 2008年 | Augusta Camp Best Collection 1999-2008                                                             |
| ボクノート | 2008年 | スキマスイッチ ARENA TOUR'07 "W-ARENA"THE MOVIE                                                    |
| ボクノート | 2009年 | SUKIMASWITCH TOUR'09 "DOUBLES" LIVE DVD                                                            |
| ボクノート | 2010年 | スキマスイッチ TOUR 2010 "LAGRANGIAN POINT"THE MOVIE                                               |
| ボクノート | 2012年 | スキマスイッチ TOUR 2012 “musium” THE MOVIE                                                        |
| ボクノート | 2013年 | スキマスイッチ TOUR 2012-2013“DOUBLES ALL JAPAN”THE MOVIE                                          |
| ボクノート | 2014年 | スキマスイッチ 10th Anniversary Arena Tour 2013 “POPMAN'S WORLD”THE MOVIE                          |
| ボクノート | 2014年 | スキマスイッチ 10th Anniversary “Symphonic Sound of SukimaSwitch” THE MOVIE                        |
| ボクノート | 2015年 | sukimaswitch official fan club DELUXE FAN CLUB EVENT TOUR 「V.I.P. Vol.2」                         |
| ボクノート | 2015年 | sukimaswitch official fan club DELUXE FAN CLUB EVENT TOUR 「V.I.P. Vol.3」                         |
| ボクノート | 2016年 | スキマスイッチ TOUR 2016 “POPMAN'S CARNIVAL” THE MOVIE                                             |
| ボクノート | 2017年 | Augusta Camp 2016 ～produced by 秦 基博～                                                          |
| ボクノート | 2019年 | SUKIMASWITCH 15th Anniversary Special at YOKOHAMA ARENA 〜Reversible〜 THE MOVIE                   |
| ボクノート | 2020年 | Streaming LIVE "a la carte 2020" 〜実際にやってみた!〜 THE MOVIE                                   |
| ボクノート | 2021年 | スキマスイッチ TOUR 2020-2021 Smoothie THE MOVIE                                                   |
| ボクノート | 2021年 | スキマスイッチ2021ライブ&ドキュメンタリーfor DELUXE                                                |
| ボクノート | 2023年 | Animelo Summer Live 2021 -COLORS- 8.27                                                             |
| ボクノート | 2023年 | スキマスイッチ TOUR '06 “空創トリップ” THE MOVIE                                                   |
| ボクノート | 2023年 | スキマスイッチ TOUR '07 “夕風トラベル” THE MOVIE                                                   |
| ボクノート | 2023年 | 「スキマスイッチ “Live Full Course 2022” 〜 20年分のライブヒストリー 〜」（2022.12.22 日本武道館） |
| ボクノート | 2023年 | DELUXE FAN CLUB EVENT TOUR V.I.P. Vol.4                                                            |
| ボクノート | 2024年 | スキマスイッチ 20th Anniversary "POPMAN'S WORLD 2023 Premium" THE MOVIE 〜HOBO KANZENBAN〜         |
| 猫になれ   | 2008年 | スキマスイッチ ARENA TOUR'07 "W-ARENA"THE MOVIE                                                    |
| 猫になれ   | 2019年 | SUKIMASWITCH TOUR 2018 "ALGOrhythm" THE MOVIE                                                      |
| 若葉       | -      | -                                                                                                  |

## 収録アルバム
| 曲名       | 発売年 | 作品名                                                                 | 分類             |
| ---------- | ------ | ---------------------------------------------------------------------- | ---------------- |
| ボクノート | 2006年 | 夕風ブレンド                                                           | オリジナル       |
| ボクノート | 2007年 | グレイテスト・ヒッツ                                                   | ベスト           |
| ボクノート | 2008年 | スキマスイッチ ARENA TOUR'07 "W-ARENA"                                 | ライブ           |
| ボクノート | 2010年 | スキマスイッチ TOUR 2010 "LAGRANGIAN POINT"                            | ライブ           |
| ボクノート | 2012年 | スキマスイッチ TOUR 2012 "musium"                                      | ライブ           |
| ボクノート | 2012年 | DOUBLES BEST                                                           | ベスト           |
| ボクノート | 2013年 | POPMAN'S WORLD〜All Time Best 2003-2013〜                              | ベスト           |
| ボクノート | 2013年 | スキマスイッチ TOUR 2012-2013“DOUBLES ALL JAPAN”                       | ライブ           |
| ボクノート | 2014年 | スキマスイッチ 10th Anniversary Arena Tour 2013 “POPMAN'S WORLD”       | ライブ           |
| ボクノート | 2014年 | スキマスイッチ 10th Anniversary “Symphonic Sound of SukimaSwitch”      | ライブ           |
| ボクノート | 2016年 | スキマスイッチ TOUR 2016 “POPMAN'S CARNIVAL”                           | ライブ           |
| ボクノート | 2018年 | スキマノハナタバ 〜Love Song Selection〜                               | コンセプト       |
| ボクノート | 2019年 | SUKIMASWITCH 15th Anniversary Special at YOKOHAMA ARENA 〜Reversible〜 | ライブ           |
| ボクノート | 2021年 | スキマスイッチ TOUR 2020-2021 Smoothie                                 | ライブ           |
| ボクノート | 2021年 | Weather Song of スキマスイッチ                                         | プレイリスト     |
| ボクノート | 2021年 | SUKIMASWITCH Anime Songs                                               | プレイリスト     |
| ボクノート | 2023年 | POPMAN'S WORLD -Second-                                                | ベスト           |
| ボクノート | 2024年 | Anniversary EP                                                         | 配信・コンセプト |
| ボクノート | 2024年 | スキマスイッチ 20th Anniversary "POPMAN'S WORLD 2023 Premium"          | ライブ           |
| 猫になれ   | 2016年 | POPMAN'S ANOTHER WORLD                                                 | ベスト           |
| 若葉       | 2016年 | POPMAN'S ANOTHER WORLD                                                 | ベスト           |

## カバー
| 歌手                                  | リリース      | 収録された作品                                                                                    | 備考   |
| ------------------------------------- | ------------- | ------------------------------------------------------------------------------------------------- | ------ |
| Morfonica［倉田ましろ（進藤あまね）］ | 2022年6月20日 | ゲーム『バンドリ! ガールズバンドパーティ!』                                                       | [ 7 ]  |
| 入野自由                              | 2024年5月29日 | カバーアルバム『[Re:collection] HIT SONG cover series feat.voice actors 2 ～00's-10's EDITION～』 |        |
| いきものがかり                        | 2024年5月29日 | トリビュート・アルバム『みんなのスキマスイッチ』                                                  | [ 8 ]  |
| Nornis                                | 2024年6月19日 | ミニアルバム『Tensegrity』                                                                        | [ 9 ]  |
| 羽多野渉                              | 2025年3月     | カバーアルバム『Remembrance』                                                                     | [ 10 ] |